# Nevşehirli Damat İbrahim Pascià
Nevşehirli Damat Ibrahim Pascià (Muşkara, 1666 – Costantinopoli, 16 ottobre 1730) è stato un nobile e politico ottomano gran visir del sultano Ahmed III dell'Impero ottomano durante il periodo dei tulipani.
Era anche il capo di una famiglia dominante che aveva una grande influenza nella corte di Ahmed III. L'epiteto "Nevşehirli" (che significa "da Nevşehir") è usato per distinguerlo da un altro Damat İbrahim Pascià (morto nel 1601).

## Biografia
Era il figlio di Ali Aga. Le abilità di Ibrahim, che diresse il governo dal 1718 al 1730, conservarono un'insolita pace interna nell'impero, sebbene le province di frontiera fossero spesso scene di disordini e rivolte. Questo fu ripetutamente il caso dell'Eyalet d'Egitto, dell'Arabia, e ancora più frequentemente, dei distretti verso nord e verso est del Mar Nero, specialmente tra la feroce tribù Nogai di Kuban. Lo stato dei paesi tra il Mar Nero e il Mar Caspio era stato reso ancora più instabile dalle rivendicazioni della  Russia nei confronti della Sublime porta, in quanto era difficile definire un chiaro confine, tra i due imperi, in base al trattato di spartizione del 1723. Il periodo dei tulipani (in Turco "Lâle Devri"; epoca dei tulipani), fu un periodo caratterizzato da stravaganti feste in giardino e sontuosi divertimenti. Nel 1730, quando Shah Tahmasp II di Persia attaccò i possedimenti ottomani, i capi dell'impero furono colti impreparati. Infuriato dall'apparente indifferenza di Ibrahim Pascià per gli affari di stato e dalla vita di lusso eccessiva del sultano - "reso più disgustoso per i suoi sudditi dal suo sapore vagamente europeo" - e dalla sua esitazione nel contrastare la sfida persiana, gli abitanti e le truppe di Costantinopoli si ribellarono. Erano guidati da Patrona Halil, un ex giannizzero della Macedonia. Ahmed III sacrificò Ibrahim e altri visir alla folla, pur di salvare se stesso.

## Lettera di Farrukh Siyar
L'imperatore Moghul Farrukh Siyar, un nipote di Aurangzeb, è anche noto per aver inviato una lettera all'Impero ottomano, ricevuta dal gran visir Ibrahim Pascià, nella quale forniva una descrizione grafica che lo informava degli sforzi fatti dal comandante moghul, Syed Hassan Ali Khan Barha contro la ribellione dei Rajput e Maratha.

## Matrimonio e discendenti
Ibrahim Pascià sposò una figlia del sultano Ahmed III, Fatma Sultan, nel 1717, quando la principessa aveva quattordici anni, mentre Ibrahim ne aveva cinquanta. Malgrado ciò, il matrimonio si rivelò ben combinato, e anzi Fatma era nota per la sua estrema gelosia nei confronti del marito. Questo matrimonio, nell'ambito della dinastia ottomana, gli valse l'appellativo "Damat" (in turco: genero). Per sposare Fatma, Ibrahim divorziò dalla prima moglie, da cui aveva avuto un figlio, Mehmed Bey, che sposò Atike Sultan, sorellastra di Fatma. 
Ibrahim e Fatma ebbero due figli e due figlie: 
- Sultanzade Mehmed Paşah (1718? - 16 giugno 1778)
- Sultanzade Genç Mehmed Bey (marzo 1723 - 1737)
- Fatma Hanımsultan (? - 1765). Ebbe un figlio, Mehmed Bey, che sposò Hatice Hanımsultan, figlia di Saliha Sultan (anche lei figlia di Ahmed III).
- Hibetullah Hanımsultan (? - 1774)